# Robert Lwowitsch Diament
Robert Iosif-Rafail Lwowitsch Diament (russisch Роберт (Иосиф-Рафаил Львович) Диамент; geb. 2. März 1907 in Kiew; gest. 22. März 1987 in Moskau) war ein sowjetischer Kriegsfotograf.

## Lebensweg
Robert Rafail Diament wurde am 2. März 1907 in Kiew geboren. Nach seinem Berufsschul-Abschluss im Jahr 1925 arbeitete Diament zunächst als Elektriker. Er begann, sich für Fotografie zu interessieren. Bereits ab 1927 war Diament freiberuflich für verschiedene Kiewer Zeitungen tätig. Im Jahr 1931 wurde er Mitarbeiter der Zeitung Junger Proletarier (Молодой пролетарий). 
Robert Lwowitsch Diament hatte einen Sohn namens Leonid Rafailowitsch Diament, der später seinen fotografischen Nachlass verwaltete. 
Im Jahr 1934 trat Robert Rafail Diament als Fotoreporter in die Redaktion der Zeitung Westi ZIK USSR (Mitteilungen des Allukrainischen Zentralen Exekutivkomitees) ein. Im Jahr 1937 wurde Diament in das zentrale Pressekomitee der UdSSR berufen. 
Im deutsch-sowjetischen Krieg von 1941 bis 1945 war Diament als Fotokorrespondent in der sowjetischen Nordflotte tätig. Von 1942 bis 1945 leitete Diament deren Fotobüro. Er nahm als Fotokorrespondent an vielen Militäroperationen der Nordflotte teil: Er fuhr auf Feindfahrten der Schiffe und U-Boote der Roten Flotte mit und fotografierte auch von Marine-Flugzeugen aus.
Einmal fotografierte Diament den Moment, in dem auf einem der großen Schlachtschiffe der sowjetischen Nordmeerflotte die Hauptgeschütze abgefeuert wurden. Während sich alle anderen Personen an Deck beide Ohren zuhielten, um ihr Gehör zu schützen, bedeckte Diament nur sein linkes Ohr und betätigte mit seiner rechten Hand den Auslöser seiner Fotokamera. Sein unbedecktes rechtes Trommelfell nahm Schaden, und für den Rest seines Lebens wandte Diament seinen Gesprächspartnern möglichst sein linkes Ohr zu. Im Alter benötigte er dann ein Hörgerät.
1944, als er bereits Leiter des Fotobüros der Politischen Abteilung der Nordflotte war, aber weiterhin als Fotokorrespondent arbeitete, nahm Diament an einer Fahrt nach England teil, von wo aus britische und US-amerikanische Schiffe und andere militärische Ausrüstung im Rahmen des Leih- und Pachtgesetzes nach Murmansk geliefert wurden. Im Oktober 1944 nahm er an der Petsamo-Kirkenes-Operation zur Befreiung der sowjetischen Polarregion und Nord-Norwegens teil.
Diament schuf auch eine Galerie mit Fotos von Theater-Schauspielern sowie von anderen Künstlern (etwa: Schriftstellern, Komponisten und Journalisten), die zur kulturellen Frontbetreuung die Nordmeerflotte besuchten.
Die von Robert Diament fotografierten Genre-Situationen wirken fast immer zuversichtlich und ein wenig heroisierend.
Das Museum der Nordmeerflotte bewahrt Negative von mehr als 1000 Fotos von Nordmeersoldaten (Matrosen, Marinesoldaten und Marinefliegern) auf, die Diament in den Kriegsjahren aufgenommen hat.
Nach dem Krieg fotografierte Diament den Wiederaufbau der Sowjetunion.
Nach seiner Demobilisierung arbeitete er an Fotoaufträgen für die Ausstellung der Errungenschaften der Volkswirtschaft, des Antifaschistischen Komitees sowjetischer Frauen, der Redaktion der Zeitschrift Club- und Amateurkunstaktivitäten, der Zeitschriften Proftechobrasowanie („Berufliche Bildung“) und Proiswodstwennoje obutschenie („Industrielle Ausbildung“), seine Fotos wurden in den Zeitschriften Ogonjok, Sowjetunion, Sowetskoje foto („Sowjetisches Foto“), Sdorowje („Gesundheit“), Rabotniza, Sa ruljom („Hinter dem Lenkrad“) und anderen veröffentlicht. Fotos von Diament befinden sich in Fotoalben, die in Militärmuseen etwa in Moskau, Kiew, Sankt Petersburg, Murmansk und Seweromorsk ausgestellt sind.
Die Verdienste des Militärfotokorrespondenten wurden mit zwei Orden des Roten Sterns und mehreren Medaillen gewürdigt.
Robert Diament war einer der Pioniere der Farbfotografie in der UdSSR. Er fotografierte zum Beispiel im Jahr 1957 beim VI. Festival der Jugend und Studenten. Seine Porträts von Juri Gagarin, Arkadi Raikin, Sergei Obraszow, Samuil Marschak und vielen anderen berühmten sowjetischen Persönlichkeiten sind weithin bekannt.
Um die Mitte der 1970er Jahre herum bekleidete Diament ein Amt im Ausschuss der Marine-Veteranen.
Er starb am 22. März 1987 in Moskau im Alter von 80 Jahren.